# Louie Bickerton
Louie Mildred Bickerton Cozens (ur. 11 sierpnia 1902 w Clifton Hill, zm. 6 czerwca 1998) – australijska tenisistka.

## Kariera tenisowa
W roku 1929 doszła do finału Australian Open, ulegając w nim swojej przyjaciółce, Daphne Akhurst 1:6, 7:5, 2:6. Nigdy wcześniej ani też później nie miała szansy na tytuł w najbardziej prestiżowym australijskim turnieju w grze pojedynczej. W innych edycjach osiągała półfinały (1927, 1928, 1930, 1934), ćwierćfinały (1931, 1935) oraz drugą rundę w roku 1925. W 1928 roku była w trzeciej rundzie French Open oraz w czwartej rundzie Wimbledonu, gdzie w pierwszej rundzie pokonała sensacyjnie Mollę Mallory 6:3, 4:6, 6:4.
Trzykrotnie wygrywała turniej gry podwójnej na Australian Open. Po raz pierwszy w roku 1927, kiedy razem z Meryl O’Harą Wood w finale pokonały Esnę Boyd i Sylvię Lance Harper. Razem z Daphne Akhurst triumfowała dwukrotnie – w roku 1929 w finale przeciwko O’Harze Wood i Lance Harper oraz w 1931 roku przeciwko Nell Lloyd i Lornie Utz. W 1935 była jeszcze w finale razem z Nell Hall Hopman.
W roku 1935 zdobyła tytuł w grze mieszanej podczas Australian Open, a jej partnerem był Francuz Christian Boussus.
W 1935 jej mężem został Royston Stuckey Cozens, biznesmen, zajmujący się handlem tabaką, a także zawodnik krykietowy. Był wdowcem, jego pierwszą żoną była inna wybitna australijska tenisistka, przyjaciółka i partnerka deblowa Louie, Daphne Akhurst, która zmarła w 1933 roku z powodu komplikacji wynikających z ciąży ektopowej. Bickerton znana była później pod nazwiskiem Cozens lub Bickerton Cozens.